# Dagon (film)
Dagon är en spansk skräckfilm från 2001, regisserad av Stuart Gordon och baserad på H. P. Lovecrafts Dagon och Skuggan över Innsmouth.

## Handling
En båtolycka tvingar Paul och Bárbara att söka hjälp i fiskebyn Imboca. Under natten sker märkliga saker och människor försvinner. Paul upptäcker Imbocas mörka hemlighet, de tillber havsguden Dagon, vars avkommor är halvmänskliga varelser som går lösa i byn.

## Om filmen
Filmen är inspelad i Combarro och hade världspremiär vid filmfestivalen i Sitges den 12 oktober 2001.

## Rollista
- Ezra Godden – Paul Marsh
- Francisco Rabal – Ezequiel
- Raquel Meroño – Bárbara
- Macarena Gómez – Uxía Cambarro
- Brendan Price – Howard
- Birgit Bofarull – Vicki